# Henet

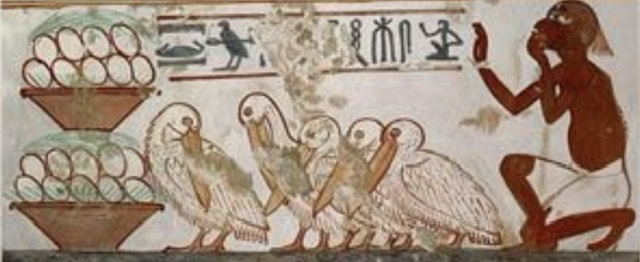
Pelícanos en la superficie de una tumba o pared del Antiguo Egipto

Henet (a veces Henut, pelícano en egipcio) es una diosa pelícano que forma parte de la mitología del Antiguo Egipto.
Henet es venerada desde los tiempos del Imperio Antiguo de Egipto (entre 2686 y 2181 a. C.). Por razones que aún no se conocen, en los Textos de las Pirámides se refiere a ella como «madre del rey», terminología a menudo adscrita a las diosas; y aparece como símbolo protector contra las serpientes. En otros textos más tardíos, se menciona en relación con ritos funerarios y libros de los muertos.

## Características
El pájaro de la diosa Henut era el pelícano blanco (pelecanus onocrotalus), parte del alfabeto jeroglífico, que aparecía con rara frecuencia en escenas de templos y tumbas.
Se le atribuye una función protectora relacionada con la habilidad de los pelícanos de cazar pescado, así como otras entidades señaladas como hostiles o perjudiciales según la mitología egipcia, que corresponde con las representaciones halladas en tumbas de escenas en las que estas criaturas eran cazadas o atrapadas con redes. El pico del pelícano abierto a menudo se asocia con la capacidad de los muertos de abandonar la cámara funeraria y salir en busca de los rayos del sol.
A menudo aparece mencionada en textos funerarios en los que se sigue la estructura «la boca del pelícano se abre para mí». También tiene, según representaciones en tumbas, el rol de dialogar con «los guardianes del más allá», llevando al difunto hacia «vías celestiales», protegiéndolo «de forma fraternal». También se representaba en relación con la diosa Nut, y se le atribuían asociaciones mitológicas con la salida y puesta de sol.
En los textos más tardíos, Henet se describe con la capacidad de profetizar un viaje seguro a aquellos difuntos que atraviesan el inframundo egipcio.